# Luxmanda
Luxmanda is een archeologische vindplaats in het noord-centrale district Babati van Tanzania. De site werd ontdekt in 2012. Opgravingen hebben het geïdentificeerd als de grootste en meest zuidelijke nederzettingslocatie van het savanne-pastoraal neolithicum (SPN),een pastorale cultuur in Oost-Afrika tijdens een periode die bekendstaat als het pastoraal neolithicum (ca. 5000 - 1200 BP). Uit C14-datering van houtskool, menselijk collageen en organisch materiaal in aardewerken artefacten blijkt dat Luxmanda tussen 3200 en 2900 BP bewoond werd. 
Hier is aardewerk van het Narosura-type, stenen werktuigen, artefacten van been, ivoor en struisvogeleierenschalen, alsook botten van vee en mensen gevonden. Er werden ook grote maalstenen gevonden waarvan de functie onzeker is. De bewoners van Luxmanda waren zeer gespecialiseerde veehouders, die voor hun levensonderhoud afhankelijk waren van runderen, schapen, geiten en ezels. Hun taalkundige verwantschap is onbekend, maar sommige historische taalkundigen hebben gespeculeerd dat de volkeren van het SPN Koesjitische talen spraken. Het pastoraal neolithicum werd gevolgd door de pastorale ijzertijd en de Bantoe-expansie. 

## DNA-analyse
Uit een analyse van de vermengingsclustering van het skelet van een 3100 jaar oud vrouwelijk kind dat in Luxmanda werd opgegraven, bleek dat het ongeveer 38±1% voorouders had die gerelateerd waren aan de prekeramisch neolithische cultuur van de Levant. Nieuwe genetische gegevens uit Luxmanda suggereren dat deze verwantschap waarschijnlijk voortkwam uit de migratie naar Afrika van afstammelingen van Prekeramisch Neolithicum B-boeren uit de Levant, of uit een gemeenschappelijke afstamming van een West-Euraziatische voorouderlijke populatie die al enkele millennia eerder in Afrika of West-Azië woonde. Bij alle mannen werd een test uitgevoerd op Y-chromosomaal DNA dat geclusterd was met E1b1b-subclades, waarbij twee exemplaren ambivalente A1b-subclades opleverden vanwege onvoldoende collageen. 
De Afrikaanse voorouders van Luxmanda worden beschouwd als nauw verwant aan een jager-verzamelaarsbevolking die rond 4.500 BP in Ethiopië woonde (onder een scenario met vermenging van twee populaties met afgeleide voorouderverhoudingen van 62,2-62,8% voor het jager-verzamelaarscomponent en 37,2-37,8% voor het prekeramisch neolithicum B-component). Bij een scenario met een vermenging van drie populaties vertoonde het Afrikaanse deel ook bijdragen van een populatie die verwant was aan de Dinka (met een afgeleide voorouderverhouding van 39% ± 1% voor Levantijnse voorouders). Bovendien gaf haplogroepanalyse aan dat het Luxmanda-individu de haplogroep L2a1 (mtDNA) droeg. Wetenschappers hadden eerder al vastgesteld dat de komst van West-Euraziatische afstamming naar Oost-Afrika, die nu overal in de regio voorkomt, gemiddeld zo'n 3000 jaar geleden plaatsvond.  
De nieuwe genetische gegevens suggereren dat de mensen van het savanne-pastoraal neolithicum verantwoordelijk waren voor de verspreiding van Levant-gerelateerde afstamming in het Grote Merengebied, waar ze nieuwe nederzettingen stichtten. De populatie van het Luxmanda-individu introduceerde waarschijnlijk ook het hoeden van vee in zuidelijk Afrika, aangezien een 1200 jaar oud herdersindividu uit de West-Kaap verwantschap vertoonde met het Luxmanda-monster. 